# Campeonato de Fútbol de Costa Rica 1947
El Campeonato de Fútbol de 1947, fue la edición número 27 de Liga de Fútbol de Costa Rica en disputarse, organizada por la FEDEFUTBOL.
El Herediano vuelve a ser campeón luego de 10 años y sería la última vez en que se disputara el campeonato entre los dos equipos más grandes hasta el momento (La Libertad vrs Herediano), siendo el clásico más antiguo del fútbol costarricense. Mientras que el Cartaginés disputa y vence a Rohmoser en la promoción por el no descenso.

## Equipos participantes
| Provincia | N.º | Equipos                                                             |
| --------- | --- | ------------------------------------------------------------------- |
| San José  | 4   | La Libertad, Gimnástica Española, Orión y Universidad de Costa Rica |
| Alajuela  | 1   | Alajuelense                                                         |
| Cartago   | 1   | Cartaginés                                                          |
| Heredia   | 1   | Herediano                                                           |

## Formato del Torneo
Los equipos jugaron a dos vueltas todos contra todos. Debido al empate entre libertos y heredianos se forzó disputó una serie de tres partidos para decidir quien sería el campeón. El último lugar del certamen debería jugar una serie de promoción ante el campeón de la segunda división.

## Tabla de posiciones
| Equipo | Pts | PJ | PG | PE | PP | GF | GC | DG  |
| --- | --- | -- | -- | -- | -- | -- | -- | --- |
| Club Sport La Libertad | 16  | 12 | 7  | 2  | 3  | 37 | 19 | +18 |
| Club Sport Herediano | 16  | 12 | 8  | 0  | 4  | 47 | 32 | +15 |
| Orión F.C. | 15  | 12 | 7  | 1  | 4  | 32 | 25 | +7  |
| Universidad de Costa Rica | 10  | 12 | 3  | 4  | 5  | 30 | 35 | -5  |
| Liga Deportiva Alajuelense | 10  | 12 | 5  | 0  | 7  | 35 | 41 | -6  |
| Sociedad Gimnástica Española | 10  | 12 | 4  | 2  | 6  | 32 | 45 | -13 |
| Club Sport Cartaginés | 7   | 6  | 2  | 3  | 7  | 31 | 47 | -16 |
| Pts – Puntos; PJ – Partidos Jugados; PG - Partidos Ganados; PE - Partidos Empatados; PP - Partidos Perdidos; GF – Goles a Favor; GC – Goles en Contra; DG – Diferencia de Goles |     |    |    |    |    |    |    |     |

|  |                                 |
|  | Clasificado a la Final Nacional |

|  |                                                                        |
|  | Disputa liguilla del no descenso contra el campeón de Segunda División |

### Final
| junio de 1948 | Club Sport Herediano | 1:2 | Club Sport La Libertad | Estadio Nacional, |  |

| junio de 1948 | Club Sport Herediano | 7:0 | Club Sport La Libertad | Estadio Nacional, |  |

| julio de 1948 | Club Sport Herediano | 2:0 | Club Sport La Libertad | Estadio Nacional, |  |

| Campeón Club Sport Herediano Campeonato #11 |

Planilla del Campeón: Jorge Rodríguez, Álvaro Rosabal, León Alvarado, Víctor Bustos, Heliodoro Vargas, Carlos Garita, Manuel Vargas, Edgar Murillo, Eladio Esquivel, Luciano Campos, Benedicto Víquez, Cirilo Zárate, Omar González, Marco Ovares, Manuel Arias, Efraín Muñoz, Max Villalobos, Mario Parreaguirre, Milton Vargas, Guillermo Arce, Moisés Villalobos, Virgilio Muñoz, Amado Calvo, Carlos Soto

## Descenso
Cartaginés disputó promoción contra Rohrmoser, con marcadores de 3-2 y 2-3, por lo que se llevó a cabo un tercer partido ganado por Cartaginés 2-1.
| Promoción del no descenso 1947 | Promoción del no descenso 1947 |
| ------------------------------ | ------------------------------ |
| Descendido a Segunda División  | No hubo                        |
| Ascenso a Primera División     | No hubo                        |

## Torneos
| Predecesor: Campeonato 1946 | Liga de Fútbol de Costa Rica Campeonato 1947 | Sucesor: Campeonato 1948 |